# Portugals utrikesminister
Portugals utrikesminister (på portugisiska: Ministro dos Negócios Estrangeiros) är chef för utrikesdepartementet, landets utrikesministerium. 

Posten som utrikesminister och förekomsten av ett eget portugisiskt utrikesministerium har funnits sedan Secretaria de Estado dos Negócios Estrangeiros e da Guerra inrättades 1736 med en egen statssekreterare. 

| Departementet        | Ministern           | Parti            |
| -------------------- | ------------------- | ---------------- |
| Utrikesdepartementet | João Gomes Cravinho | Socialistpartiet |